# 21.º Critics' Choice Movie Awards
O 21.º Critics' Choice Movie Awards foi realizado em 17 de janeiro de 2016, no Hangar Barker do aeroporto de Santa Monica, na Califórnia, honrando os melhores da indústria do cinema no ano de 2015. A cerimônia foi transmitida pela canal A&E, e apresentada pelo comediante T. J. Miller. Os indicados foram anunciados em 14 de dezembro de 2015. Este ano marcou a primeira vez que os prêmios foram apresentados juntamente com os prêmios da televisão.

## Cronograma
| Data                   | Evento                                  |
| ---------------------- | --------------------------------------- |
| 14 de dezembro de 2015 | Divulgação dos indicados à condecoração |
| 17 de janeiro de 2016  | Cerimônia                               |

## Prêmios e indicações
| Melhor Filme - Spotlight - The Big Short - Bridge of Spies - Brooklyn - Carol - Mad Max: Fury Road - The Martian - The Revenant - Room - Sicario - Star Wars: Episode VII - The Force Awakens | Melhor Diretor - George Miller – Mad Max: Fury Road - Todd Haynes – Carol - Alejandro González Iñárritu – The Revenant - Tom McCarthy – Spotlight - Ridley Scott – The Martian - Steven Spielberg – Bridge of Spies |
| Melhor Ator - Leonardo DiCaprio como Hugh Glass – The Revenant - Michael Fassbender como Steve Jobs – Steve Jobs - Eddie Redmayne como Lili Elbe / Einar Wegener – The Danish Girl - Bryan Cranston como Dalton Trumbo – Trumbo - Johnny Depp como James “Whitey” Bulger – Black Mass - Matt Damon como Mark Watney – The Martian | Melhor Atriz - Brie Larson como Joy "Ma" Newsome – Room - Cate Blanchett como Carol Aird – Carol - Saoirse Ronan como Eilis Lacey – Brooklyn - Charlize Theron como Imperatriz Furiosa – Mad Max: Fury Road - Jennifer Lawrence como Joy Mangano – Joy - Charlotte Rampling como Kate Mercer – 45 Years                                          |
| Melhor Ator Coadjuvante - Sylvester Stallone como Rocky Balboa – Creed - Michael Shannon como Rick Carver – 99 Homes - Mark Rylance como Rudolf Abel – Bridge of Spies - Mark Ruffalo como Michael Rezendes – Spotlight - Tom Hardy como John Fitzgerald – The Revenant - Paul Dano como Brian Wilson – Love & Mercy              | Melhor Atriz Coadjuvante - Alicia Vikander como Gerda Wegener – The Danish Girl - Kate Winslet como Joanna Hoffman – Steve Jobs - Helen Mirren como Hedda Hopper – Trumbo - Rooney Mara como Therese Belivet – Carol - Rachel McAdams como Sacha Pfeiffer – Spotlight - Jennifer Jason Leigh como Daisy Domergue – The Hateful Eight             |
| Melhor Ator/Atriz Juvenil - Jacob Tremblay como Jack Newsome – Room - Shameik Moore como Malcolm Adekanbi – Dope - Abraham Attah como Agu – Beasts of No Nation - Milo Parker como Roger Munro – Mr. Holmes - RJ Cyler como Earl – Me and Earl and the Dying Girl                                                                 | Melhor Elenco - Spotlight - The Big Short - The Hateful Eight - Straight Outta Compton - Trumbo |
| Melhor Roteiro Original - Tom McCarthy e Josh Singer – Spotlight - Matt Charman, Joel Coen e Ethan Coen – Bridge of Spies - Alex Garland – Ex Machina - Quentin Tarantino – The Hateful Eight - Pete Docter, Meg LeFauve e Josh Cooley – Inside Out                                                                               | Melhor Roteiro Adaptado - Adam McKay e Charles Randolph – The Big Short - Nick Hornby – Brooklyn - Drew Goddard – The Martian - Emma Donoghue – Room - Aaron Sorkin – Steve Jobs |
| Melhor Filme em Animação - Inside Out - Anomalisa - The Good Dinosaur - The Peanuts Movie - Shaun the Sheep Movie | Melhor Filme de Ação - Mad Max: Fury Road - Furious 7 - Jurassic World - Mission: Impossible – Rogue Nation - Sicario |
| Melhor Ator em Ação - Tom Hardy como Max Rockatansky – Mad Max: Fury Road - Paul Rudd como Homem-Formiga (Scott Lang) – Ant-Man - Chris Pratt como Owen Grady – Jurassic World - Tom Cruise como Ethan Hunt – Mission: Impossible – Rogue Nation - Daniel Craig como James Bond – Spectre                                         | Melhor Atriz em Ação - Charlize Theron como Imperatriz Furiosa – Mad Max: Fury Road - Emily Blunt como Kate Macer – Sicario - Jennifer Lawrence como Katniss Everdeen – The Hunger Games: Mockingjay – Part 2 - Rebecca Ferguson como Ilsa Faust – Mission: Impossible – Rogue Nation - Bryce Dallas Howard como Claire Dearing – Jurassic World |
| Melhor Filme Sci-Fi/Horror - Ex Machina - It Follows - Jurassic World - Mad Max: Fury Road - The Martian | Melhor Filme de Comédia - The Big Short - Inside Out - Joy - Sisters - Spy - Trainwreck |
| Melhor Ator em Comédia - Christian Bale como Michael Burry – The Big Short - Jason Statham como Rick Ford – Spy - Robert De Niro como Ben Whittaker – The Intern - Steve Carell como Mark Baum – The Big Short - Bill Hader como Dr. Aaron Conners – Trainwreck                                                                   | Melhor Atriz em Comédia - Amy Schumer como Amy Townsend – Trainwreck - Tina Fey como Katie Ellis – Sisters - Lily Tomlin como Elle Reid – Grandma - Melissa McCarthy como Susan Cooper – Spy - Jennifer Lawrence como Joy Mangano – Joy |
| Melhor Documentário - Amy - Cartel Land - Going Clear: Scientology and the Prison of Belief - He Named Me Malala - The Look of Silence - Where to Invade Next | Melhor Filme Estrangeiro - Saul fia ( Hungria) - Nie Yinniang ( China) - Ich seh, ich seh ( Áustria) - Mustang ( França) - Que Horas Ela Volta? ( Brasil) |
| Melhor Direção de Arte - Colin Gibson – Mad Max: Fury Road - Adam Stockhausen e Rena DeAngelo – Bridge of Spies - François Séguin, Jenny Oman e Louise Tremblay – Brooklyn - Judy Becker e Heather Loeffler – Carol - Eve Stewart e Michael Standish – The Danish Girl - Arthur Max e Celia Bobak – The Martian                   | Melhor Figurino - Jenny Beavan – Mad Max: Fury Road - Odile Dicks-Mireaux – Brooklyn - Sandy Powell – Carol - Sandy Powell – Cinderella - Paco Delgado – The Danish Girl |
| Melhor Cinematografia - Emmanuel Lubezki – The Revenant - Roger Deakins – Sicario - Edward Lachman – Carol - Robert Richardson – The Hateful Eight - John Seale – Mad Max: Fury Road - Dariusz Wolski – The Martian | Melhor Edição - Margaret Sixel – Mad Max: Fury Road - Hank Corwin – The Big Short - Pietro Scalia – The Martian - Stephen Mirrione – The Revenant - Tom McArdle – Spotlight |
| Melhor Trilha Sonora - Ennio Morricone – The Hateful Eight - Carter Burwell – Carol - Jóhann Jóhannsson – Sicario - Ryuichi Sakamoto e Alva Noto – The Revenant - Howard Shore – Spotlight | Melhor Canção - "See You Again" – Furious 7 - "Love Me like You Do" – Fifty Shades of Grey - "Til It Happens to You" – The Hunting Ground - "One Kind of Love" – Love & Mercy - "Writing's on the Wall" – Spectre - "Simple Song Number 3" – Youth                                                                                               |
| Melhor Maquiagem - Mad Max: Fury Road - Black Mass - Carol - The Danish Girl - The Hateful Eight - The Revenant | Melhores Efeitos Visuais - Mad Max: Fury Road - Ex Machina - Jurassic World - The Martian - The Revenant - The Walk |

## Múltiplas indicações e vitórias
| Nominations | Film                               |
| ----------- | ---------------------------------- |
| 13          | Mad Max: Fury Road                 |
| 9           | Carol                              |
| 9           | The Martian                        |
| 9           | The Revenant                       |
| 8           | Spotlight                          |
| 7           | The Big Short                      |
| 6           | The Hateful Eight                  |
| 5           | Bridge of Spies                    |
| 5           | Brooklyn                           |
| 5           | The Danish Girl                    |
| 5           | Jurassic World                     |
| 5           | Sicario                            |
| 4           | Room                               |
| 3           | Ex Machina                         |
| 3           | Inside Out                         |
| 3           | Joy                                |
| 3           | Mission: Impossible – Rogue Nation |
| 3           | Spy                                |
| 3           | Steve Jobs                         |
| 3           | Trainwreck                         |
| 3           | Trumbo                             |
| 2           | Black Mass                         |
| 2           | Furious 7                          |
| 2           | Love & Mercy                       |
| 2           | Sisters                            |
| 2           | Spectre                            |

| Awards | Film               |
| ------ | ------------------ |
| 9      | Mad Max: Fury Road |
| 3      | Spotlight          |
| 3      | The Big Short      |
| 2      | The Revenant       |
| 2      | Room               |